# Mustjärve
Mustjärve este o arie protejată (arie specială de conservare — SAC, sit de importanță comunitară — SCI) din Estonia întinsă pe o suprafață de 20,4 ha, integral pe uscat.

## Localizare
Centrul sitului Mustjärve este situat la coordonatele 58°12′27″N 26°08′31″E / 58.2075°N 26.1419°E.

## Înființare
Situl Mustjärve a fost declarat sit de importanță comunitară în aprilie 2004 pentru a proteja 1 specie de animale. Situl a fost protejat și ca arie specială de conservare în iunie 2006.

## Biodiversitate
Situată în ecoregiunea boreală, aria protejată conține 1 habitat natural: Lacuri și iazuri distrofice naturale.
La baza desemnării sitului se află o specie protejată de  pești: țipar (Misgurnus fossilis).